# Trachusa autumnalis
Trachusa autumnalis là một loài Hymenoptera trong họ Megachilidae. Loài này được Snelling mô tả khoa học năm 1966.